# کوه ووتوه
کوه ووتوه (به لاتین: Mount Wuteve) یک کوه در لیبریا است که در Voinjama District واقع شده‌است. کوه ووتوه ۱٬۴۴۰ متر بالاتر از سطح دریا واقع شده‌است.